# O fotografie veche de 14 ani
„O fotografie veche de 14 ani” este o nuvelă fantastică a lui Mircea Eliade. Ea a fost scrisă în aprilie 1959 la Chicago și publicată în anul 1963 în volumul Nuvele, tipărit de Cercul de Studii «Destin» din Madrid. Nuvela a fost inclusă apoi în volumul În curte la Dionis, tipărit în anul 1981 de Editura Cartea Românească din București.
Nuvela analizează o minune pe care un imigrant român din America pretinde că ar fi săvârșit-o un predicator creștin, dovedit între timp ca escroc. Cu patru ani în urmă, soția imigrantului se vindecase miraculos de astm și întinerise fizic cu zece ani (arătând exact ca într-o fotografie veche de zece ani pe care românul i-o prezentase predicatorului) după ce taumaturgul s-a rugat pentru vindecarea femeii. Tema nuvelei o constituie manifestarea imperceptibilă a sacrului în aspectele banale ale existenței, precum și imposibilitatea oamenilor din societatea contemporană de a observa și a înțelege un miracol divin.
Spre deosebire de majoritatea nuvelelor fantastice eliadiene, acțiunea acestei nuvelei nu se petrece în spațiul geografic românesc, ci în America. Cu toate acestea, „O fotografie veche de 14 ani” nu se îndepărtează de universul românesc, deoarece personajul principal este un imigrant român. În această nuvelă autorul intenționează să evidențieze deosebirea programatică dintre gândirea românească și gândirea occidentală.

## Rezumat

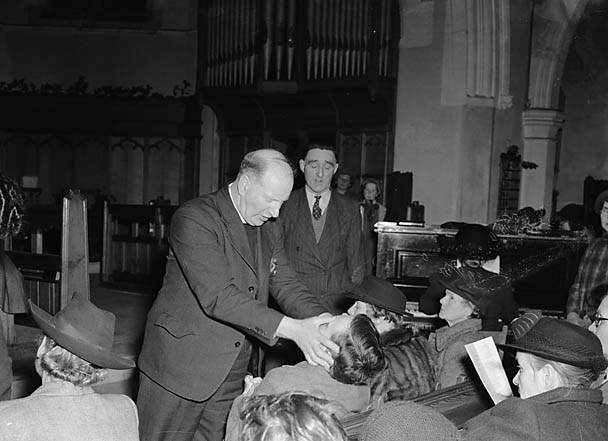
Ședință de vindecare prin credință într-o biserică metodistă din Țara Galilor.

Un țăran român „de la Dunăre”, Dumitru, refugiat în America, s-a deplasat la o biserică dintr-un mare oraș pentru a asista la un festival al Asociațiilor culturale baltice, vrând astfel să-i facă astfel o bucurie soției sale, Thecla, care era de origine letonă. El a încurcat însă datele de pe afiș și, odată ajuns la Biserica Mântuirii, a aflat că festivalul avusese loc cu o săptămână mai înainte. În aceeași sală predica atunci un oarecare doctor Martin, care vorbea „cu foc și inspirat (...) înflăcărat ca un profet” și pretindea că vindecă prin concentrare și rugăciune, cu ajutorul lui Dumnezeu. Văzând cum bolnavii din sală strigau că s-au vindecat după ce treceau pe la dr. Martin, Dumitru l-a rugat pe taumaturg să-i vindece soția de astm, deși ea nu se afla acolo. În acest scop, românul i-a arătat o fotografie veche de zece ani a soției sale, iar dr. Martin s-a concentrat asupra fotografiei și s-a rugat pentru vindecarea femeii. Crezând cuvintele dr. Martin că Thecla a fost vindecată prin rugăciunile de la distanță, Dumitru nu i-a telefonat soției sale, nedorind să se îndoiască de atotputernicia lui Dumnezeu, și atunci când a ajuns acasă, după zece zile, și-a dat seama că a avut loc un miracol. În plus, după câteva luni, Thecla a început să întinerească, preluând înfățișarea din fotografia veche de zece ani, iar înfățișarea ei nu s-a mai schimbat de atunci.
După patru ani, aflat din nou cu treburi în acel oraș, Dumitru se duce la Biserica Mântuirii și îl caută pe doctorul Martin pentru a-i mulțumi. Oamenii aflați acolo îi spun că „doctorul Martin”, în realitate un predicator canadian pe nume Dugay, nu era doctor în teologie și nu avea nicio putere taumaturgică. În plus, el fusese denunțat între timp ca escroc, după ce a vrut să-i stoarcă unei femei o sumă mare de bani, și a făcut doi ani de închisoare. După ieșirea din închisoare, Dugay s-a mutat la un văr de-al lui și lucra pe post de chelner la barul „Three Hundred” ținut de un cumnat de-al său.
Românul îl găsește pe „doctorul Martin” în barul „Three Hundred”, continuând să-l considere binefăcătorul său. Dugay, care își recunoscuse impostura și își asumase vinovăția pentru înșelarea credincioșilor, afirmă că vindecarea femeii a fost o pură coincidență și nu un miracol. Falsul taumaturg nu mai crede în prezența divină și susține că nimeni nu se poate mântui într-o biserică deoarece „Dumnezeu s-a retras din lume, a dispărut. Pentru noi, oamenii, e ca și mort. Putem spune, fără urmă de nelegiuire, că Dumnezeu a murit, pur și simplu, pentru că nu mai e cu noi, nu ne mai este accesibil. S-a retras, s-a ascuns undeva”. Divinul nu ar mai interveni astfel în faptele vieții.
Cu toate acestea, Dumitru ascultă neîncrezător raționamentul sceptic al lui Dugay, încercând fără prea mare succes să-i explice miracolul săvârșit. El crede că „doctorul Martin” glumește și vrea să-l inducă în ispită. În jurul celor doi se adună în scurt timp un grup de tineri pasionați de teologie care discută acest caz și încearcă zadarnic să înțeleagă în ce constă miracolul. Dumitru adoarme obosit, în timp ce discuțiile continuă în jurul lui; unul dintre tineri, sarcasticul Lucio, afirmă că imigrația românului în America reprezintă o evoluție de la Natură spre Cultură în căutarea Spiritului Universal.
Într-un final cineva înțelege esența miracolului și, în condițiile în care Dugay afirmă că nu are niciun amestec, grupul de tineri consideră că miracolul a fost săvârșit, în mod inconștient, chiar de Dumitru, iar Lucio îl ironizează pe Dumitru, prezentându-l ca pe un sfânt făcător de minuni. Deranjat de atitudinea batjocoritoare a tinerilor, Dugay intervine și, apărând credința românului în prezența divină, realizează o adevărată critică a societății occidentale desacralizate: „...E vina noastră, care am știut de Dumnezeul adevărat și nu l-am mărturisit. Așa cum e Dumitru, cu credința lui naivă, idolatră și vană e mai aproape de Dumnezeul adevărat decât noi toți. Și tot el are să-l vadă cel dintâi când Dumnezeul adevărat își va arăta din nou fața nu în biserică, nici în universități, ci se va arăta pe neașteptate, deodată, aici între noi, poate pe stradă, poate într-un bar, dar noi nu-l vom recunoaște și nu vom mărturisi pentru El...”. În acel moment Dumitru se trezește și-l privește cu fața luminată de zâmbet pe „doctorul Martin”, părându-i-se că acesta „vorbește înflăcărat și sincer, ca un profet”.

## Personaje
- Dumitru — un imigrant de origine română, căsătorit cu o letonă pe nume Thecla.[7][11] A imigrat în America pentru a se refugia de sistemul politic represiv din România postbelică.[23] Revine după patru ani în orașul american unde predica „doctorul Martin”.[7]
- Dugay (falsul doctor Martin) — un predicator creștin de origine canadiană, pretins taumaturg;[1][4][12] a extorcat o femeie (Mrs. Blith) de o mare sumă de bani, pretinzând că-i va vindeca fiica paralitică, și a făcut doi ani de închisoare după ce și-a recunoscut înșelăciunea.[4][7] Lucrează în prezent pe post de chelner la barul „Three Hundred”.[3][4][7]
- Lucio — un tânăr învățat sofist cu barbă neagră, prieten al lui Dugay[24]
- Walt, A.B., Junior — trei tineri de la barul unde lucrează Dugay, pasionați de teologie
- doctorul Williams — pastorul responsabil cu activitatea socială și culturală la Biserica Mântuirii
- ușierul de la Biserica Mântuirii

## Scrierea și publicarea nuvelei
După mai bine de zece ani petrecuți în exil la Paris, savantul român Mircea Eliade a fost numit visiting professor la Universitatea din Chicago pentru anul școlar 1956–1957, urmând să țină câteva conferințe despre filozofia și tehnicile yoga și despre șamanism în cadrul seminarului „Haskell Lectures”. În iarna anului 1956 i s-a oferit postul de profesor titular și șef al Departamentului de Istoria Religiilor la Universitatea din Chicago.
Profesorul Eliade a fost ocupat în anii următori cu activitatea didactică, ținerea de conferințe și redactarea unor studii științifice, reducându-și mult activitatea literară. În iarna anului 1958 a început să se preocupe din nou de cercetarea tradițiilor spirituale românești ca un mijloc de a-și păstra identitatea culturală în SUA. A început să redacteze articolul „Les Daces et les loups” (primul capitol din cartea De Zalmoxis à Gengis-Khan. Études comparatives sur les religions et le folklore de la Dacie et de l'Europe orientale). În primăvara anului 1959 l-a cuprins brusc dorul de literatură. Nu mai scrisese nimic în limba română de când întrerupsese scrierea nuvelei „Pe strada Mântuleasa...”, cu patru ani mai înainte. Potrivit memoriilor sale, el a scris repede în lunile martie și aprilie la Chicago două scurte nuvele: „Ghicitor în pietre” și „O fotografie veche de 14 ani”. Cea de-a doua nuvelă a fost scrisă în aprilie 1959, după cum menționează însuși autorul la sfârșitul scrierii. Eliade intenționa să scrie și „La țigănci”, dar a amânat redactarea acestei nuvele până în vară.
Nuvela a fost publicată pentru prima dată în anul 1963 în volumul Nuvele, tipărit de Cercul de Studii «Destin» din Madrid (condus de George Uscătescu, profesor de filozofie la Universitatea Complutense din Madrid) în cadrul unei colecții de scrieri publicate de personalități românești proeminente ale exilului românesc.
Ca urmare a faptului că, după cel de-al Doilea Război Mondial, opera literară a lui Mircea Eliade a fost interzisă la publicare timp de peste două decenii de către autoritățile regimului comunist, nuvela „O fotografie veche de 14 ani” nu a putut fi publicată în România decât mult mai târziu. Volumul La țigănci și alte povestiri, tipărit în anul 1969 de Editura pentru literatură din București, a inclus scrierile fantastice publicate în perioada interbelică, cinci din cele șase nuvele publicate în 1963 la Madrid, plus alte două nuvele scrise ulterior; nuvela „O fotografie veche de 14 ani” a fost omisă din cauza temei sale religioase. Ea a fost publicată abia în anul 1981, când a fost inclusă în volumul În curte la Dionis, tipărit de Editura Cartea Românească din București.

## Analiză literară
Nuvelele publicate de Mircea Eliade în perioada exilului urmăresc să descopere prezența sacrului în evenimentele cele mai banale ale existenței umane, transformându-l pe scriitor în cel mai important autor de proză fantastică din literatura română, comparabil cu Howard Phillips Lovecraft și J.R.R. Tolkien. Potrivit teoriei sale, transcendentul este camuflat în istorie, iar literatura are rolul să înregistreze și să reveleze hierofaniile (manifestările sacrului), cultivând evaziunea fantastică într-un mod criptic, fără comentarii simplificatoare. Lumea are două planuri în viziunea lui Eliade: un plan al lumii cauzale, obiective, și un plan al lumii tainelor, iar omul trăiește la intersecția celor două planuri, unde interferează energiile individuale cu energiile cosmice. Nuvelele eliadiene exprimă strădania autorului de cunoaștere a tainelor universului și de accedere în planul sacru.
Concepția originală a lui Eliade asupra fantasticului provine, potrivit propriei opinii, din teoria sa despre „irecognoscibilitatea miracolului”, adică din credința sa că, după Întrupare, „transcendentul” este camuflat în lume sau în istorie, devenind astfel „irecognoscibil”. Matei Călinescu consideră că, numai recunoscând existența miracolului și a sacrului, oamenii pot depăși lipsa de sens a vieții cotidiene și înțelege adevăratul sens al existenței lor. Potrivit profesorului american de istoria religiilor Joseph M. Kitagawa, Mircea Eliade ar fi descoperit în perioada exilului mărturii moderne ale prezenței miracolului religios.

### Tema nuvelei
Criticul Alex. Ștefănescu a afirmat că tema acestei nuvele este sfințenia. Nuvela pune în discuție validitatea unui act de credință de natură soteriologică prin intermediul unei dezbateri ce confruntă două sisteme diferite de gândire religioasă: sistemul românesc simplu, care intuiește existența unor „adevăruri elementare și veșnice”, și sistemul occidental sofisticat și mecanicist. Reprezentantul acestei gândiri occidentale moderniste este „doctorul Martin” (în realitate un impostor pe nume Dugay), care neagă că ar fi autorul miracolului proclamat de Dumitru pentru că, în concepția sa, Dumnezeu este un idol care „n-are nimic de-a face cu Dumnezeul adevărat, pe care-l vom întâlni într-o zi, când va voi El”. După ce inițial a crezut în puterea divină, Dugay a citit multe cărți de teologie în închisoare și a devenit un spirit hegelian sceptic. Captiv al unei filozofii occidentale de genul celei promovate de William Hamilton, Paul Van Buren, Thomas J. J. Altizer, Richard L. Rubenstein, Harvey Cox sau Gabriel Vahanian, fostul predicator Dugay susține moartea sau retragerea din lume a lui Dumnezeu. Dumitru refuză să creadă însă, cu candoare, această versiune demistificatoare, considerând-o o glumă.

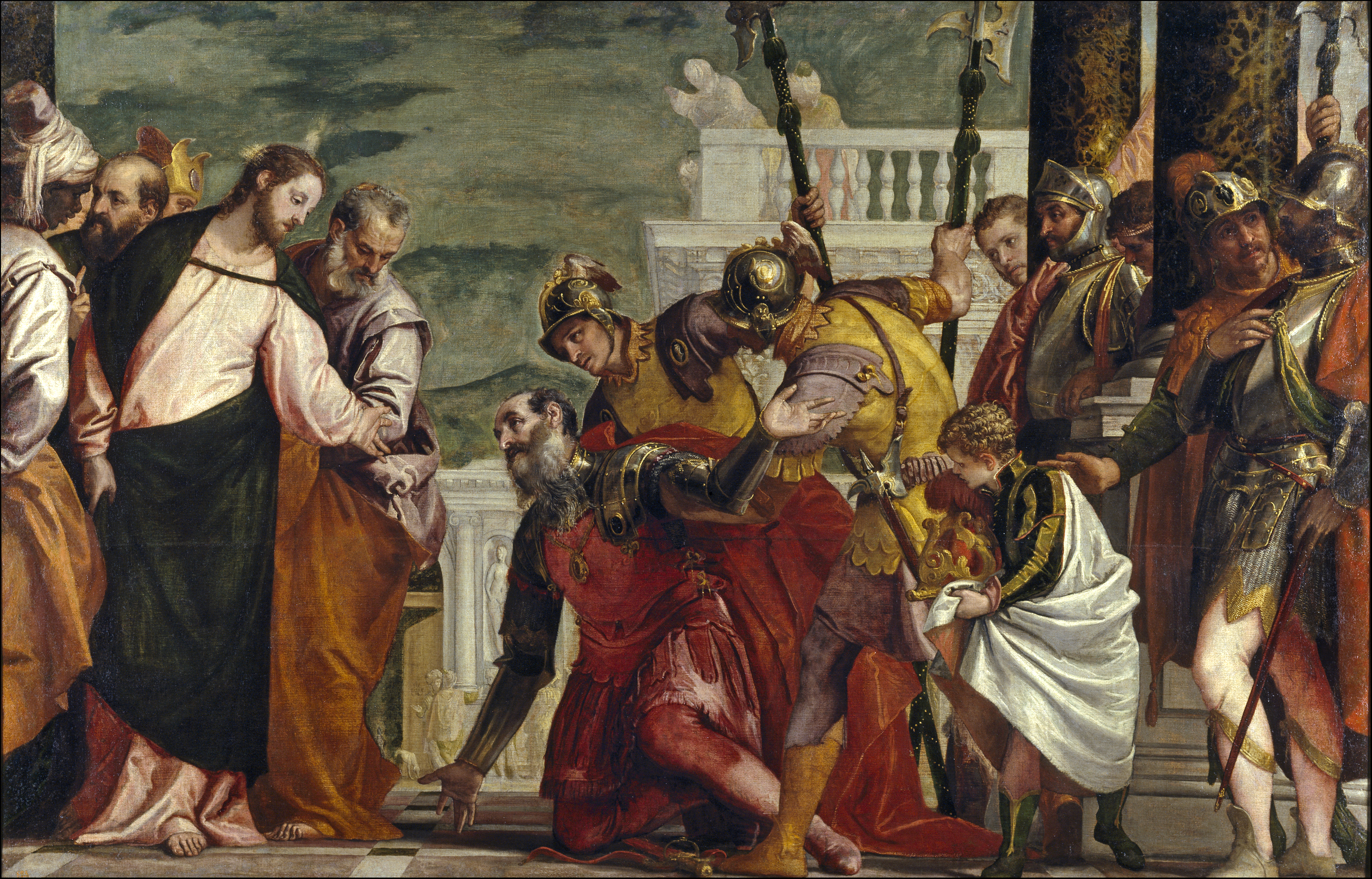
Isus și centurionul (circa 1571) de Paolo Veronese, pictură aflată în Muzeul Prado din Madrid.

Miracolul vindecării și întinerii soției lui Dumitru nu este prin urmare consecința vocației de mare predicator și taumaturg a falsului doctor Martin, care era conștient că săvârșea o escrocherie, ci efectul credinței necondiționate a românului în Dumnezeul cel viu care i se revelase în Biserica Mântuirii. Astfel, Dumitru crede necondiționat în atotputernicia lui Dumnezeu și nu se îndoiește în niciun moment de vindecarea Theclei, la fel cum nici sutașul roman din Biblie nu s-a îndoit de vindecarea de la distanță a slujitorului său bolnav de către Iisus Hristos. Miracolul este reprezentat de capacitatea unei convingeri de a-și crea propriul ei obiect, analiștii considerând că Dumitru este cel care creează metafizic „cazurile” Thecla și Dugay. Personajul a fost considerat de critici a fi un inocent „întârziat pe drumul mântuirii”, care provine dintr-un spațiu în care „cunoscuse Spiritul și mărturisise întruparea Logosului” și a rămas aproape de credința adevărată, dobândind revelația existenței lui Dumnezeu. În același timp, predicatorul Dugay, care și-a folosit capacitățile taumaturgice în folosul personal, a decăzut din categoria inițiaților și a devenit un ins banal care lucrează acum într-un bar.
Nuvela este considerată de Alex. Ștefănescu „o caustică satiră la adresa universalizării prin americanizare – și o falsă minimalizare a culturii unui om de la Dunăre”. România constituie pentru autor un tărâm paradisiac, cu o aureolă mitologică, care a conservat un set de credințe spirituale străvechi. În concepția grupului de tineri din societatea americană, lumea din care provine Dumitru este o lume „cu interjecții arhaice și vocabular de parohie danubiană”, în care oamenii, deși au cunoscut Spiritul și au mărturisit întruparea Logosului, continuă să creadă în idoli și năluciri, având o „credință naivă, idolatră și vană”. Imigrarea românului este o considerată o evoluție de la Natură spre Cultură prin intermediul unei limbi universale care urma să-l aducă la cunoașterea Spiritului Universal. Tinerii consideră că accesul la Cultură se poate realiza doar prin „semantică, sociologie și zen”. În realitate, consideră Gheorghe Glodeanu, este vorba de o evoluție de la sacru (natura) la profan (cultura), care produce degradarea spirituală a omului și-l îndepărtează de tainele universului. Prin originea lui, Dumitru este însă mai aproape de tainele lumii decât reprezentanții societății apusene. Credința necondiționată a lui Dumitru în puterea lui Dumnezeu reușește în finalul nuvelei să-l reconvertească pe Dugay, redându-i încrederea în revelație.
Mircea Eliade aduce în această nuvelă un omagiu emoționant civilizației românești, el optând pentru un stil de viață plin de interjecții arhaice în dauna pretinsei universalități a societății occidentale. Dumitru este prezentat aici ca un „simbol viu al unui popor fără acces la o «limbă universală», dar cu intuiția directă a marilor adevăruri elementare și veșnice”.

### Analiza mistică a lui Nicolae Steinhardt
Nuvela „O fotografie veche de 14 ani” a fost analizată în mai multe ocazii de eseistul Nicolae Steinhardt (1912–1989), un evreu convertit în închisoare la creștinismul ortodox și devenit ulterior monah la Mănăstirea Rohia. Comentarii cu privire la semnificația nuvelei sunt incluse în volumul Jurnalul fericirii (Ed. Dacia, Cluj-Napoca, 1991) și în eseul „Predică la Duminica Ortodoxiei” din volumul Dăruind vei dobândi: cuvinte de credință (Ed. Episcopiei Ortodoxe Române a Maramureșului și Sătmarului, Baia Mare, 1992).
Nicolae Steinhardt a primit în 1970 de la fostul său coleg Alexandru Ciorănescu (1911–1999) de la Liceul Spiru Haret din București, la acel moment profesor la Universitatea La Laguna din Insulele Canare, volumul Nuvele al lui Mircea Eliade, tipărit în limba română în 1963, la Madrid. Cartea conținea nuvela „O fotografie veche de 14 ani”, care nu fusese inclusă în volumul La țigănci și alte povestiri, tipărit în 1969 de Editura pentru literatură din București. În vara anului 1971 Steinhardt a înregistrat pe magnetofon o discuție purtată la Mănăstirea Văratec în prezența lui Constantin Noica, a soților Vlad și Sanda Stolojan și a lui Alexandru Paleologu, în care a scos în evidență caracterul de mărturisire ortodoxă și românească al nuvelei „O fotografie veche de 14 ani”. Cu acel prilej, Noica i-a spus că adevăratul înțeles al propoziției „Cu noi este Dumnezeu” este că Dumnezeu este cu noi și trebuie primit și mărturisit, iar înțelegerea lui Steinhardt s-ar datora numai faptului că a trecut prin închisoare.
Nicolae Steinhardt consideră că această nuvelă „exprimă mai mult decât oricare nuvelă fantastică a lui M.E. adevăruri cutremurătoare și face loc în cadrul literaturii universale viziunii românești și ortodoxe despre viață și tainele ce ne înconjoară. În ea regăsesc tot ce cred mai intens și iubesc mai pasionat”. „O fotografie veche de 14 ani” este asemuită cu „Luceafărul”, „Legenda Meșterului Manole” și „Miorița” din punct de vedere al importanței pentru sufletul românesc și al puterii sale transfiguratorii.
Personajul principal, românul Dumitru, simbolizează, în opinia lui Steinhardt, omul simplu, care crede în existența lui Dumnezeu și în miracole, fără a se lăsa amăgit de teoriile religioase sofisticate ale gânditorilor occidentali. El își mărturisește credința în întruparea și învierea lui Iisus Hristos, precum și în mântuirea promisă de religia creștină, respingând ideile înșelătoare propagate „în barul hemingwayano-huxleyan” de savanții structuraliști și pozitiviști ai lumii occidentale. Dumitru crede că Dumnezeu poate alege ca mesager al puterii divine pe oricare dintre făpturile sale, oricât de păcătoasă ar fi aceasta. El respinge raționalismul, scepticismul și fanatismul logic al gândirii occidentale, considerând îndestulătoare doar credința lui strămoșească.
Dumitru îl găsește pe „doctorul Martin” într-un bar și vrea să-i mulțumească pentru minunea săvârșită. Dugay refuză să accepte recunoștința românului, spunându-i că vindecarea soției a fost o simplă coincidență. El se consideră un farsor și afirmă că a plătit pentru minciunile și înșelătoriile sale. Dumitru nu protestează și nu aduce contraargumente apologetice, deoarece crede că interlocutorul său glumește și încearcă să-l sperie. Potrivit lui Steinhardt, moartea sau inexistența lui Dumnezeu nu pot fi socotite de un om întreg la minte decât ca o glumă. Răspunsul lui Dumitru la această afirmație blasfemiatoare este rostit într-un mod cald și pitoresc tipic țărănesc, fiind o urare de noroc și sănătate plină de savoare în stilul lui Ion Creangă adresată unui om bun prins în mreaja unor fantasmagorii.
Dugay-Martin respinge din ce în ce mai vehement și mai deznădăjduit ipoteza că este autorul unei minuni în care nu crede. El se chinuie, stăpânit de îndoielile strecurate în suflet de teologii și filozofii cu minți rătăcite. Prin comparație, Dumitru este senin și de neclintit în credința lui, manifestându-și compătimirea pentru bietul pastor. Românul nu crede că falsul taumaturg este un escroc, încercând să-l convingă pe acesta că este cu adevărat un om al lui Dumnezeu. Dumitru îi vorbește fostului pastor „cu credința lui naivă, idolatră și vană” și încearcă să-l exorcizeze, mărturisindu-l pe Dumnezeu și revelându-i-l lui Dugay-Martin. Adresându-i-se permanent cu apelativul de „doctor”, el îi dovedește deznădăjduitului fost pastor că nu și-a pierdut harul și că nu trebuie să-l renege pe Dumnezeu. În final, Dugay-Martin este răscolit de atâta bună credință, căldură, statornicie și puritate, recunoscând că Dumitru este mai aproape de Dumnezeul adevărat decât toți ceilalți.
Eseistul concluzionează că nuvela este o mărturisire de credință ortodoxă și românească, iar „biruința lui Dumitru (relativă ce-i drept, căci pastorul tot îl socotește idolatru și naiv) e în fapt biruința Ortodoxiei, așa cum a fost mărturisită la Chicago, în 1959, nu mai puțin limpede și de tare decât de Petru Movilă și Sinodul de la Iași din 1642”.

### Stil literar
Specialist recunoscut în istoria credințelor religioase, profesorul Mircea Eliade a transpus o parte din ideile sale filosofice cu privire la mituri, semne și ritualuri în opera literară pe care a scris-o. Spre deosebire de studiile sale teoretice și polemice, scrise pe un ton neutru, „nepăsător și rece”, creațiile literare eliadiene au, potrivit eseistului Nicolae Steinhardt, un stil narativ „impetuos”, „cald” și „revelatoriu”.
Nuvela „O fotografie veche de 14 ani” a urmărit să evidențieze opoziția dintre două sisteme diferite de gândire filozofico-religioasă: sistemul occidental, raționalist și sceptic, și sistemul românesc, bazat pe credința populară ancestrală. Pentru a sugera mai clar această antiteză, autorul operează o diferențiere în ceea ce privește limbajul folosit de reprezentanții celor două sisteme de gândire: adepții sistemului occidental se exprimă într-un limbaj didacticist, coerent și logic, pe un ton neutru, în timp ce românul Dumitru răspunde într-un limbaj popular, pitoresc și savuros, „nițel naiv și nițel ridicol”, care păstrează farmecul locului său de obârșie.
Stilul de exprimare al românului Dumitru este pe alocuri caragialesc: repetarea aceleiași idei („Venisem pentru Festival”) evocă întrebarea cetățeanului turmentat, iar unele propoziții („Păi tocmai asta este...”, „Să vedeți dumneavoastră...”, „Dați-mi voie să spun și eu...”) par extrase din comediile lui I.L. Caragiale. În alte locuri, Dumitru răspunde hâtru în stilul lui Ion Creangă, atunci când crede că fostul predicator încearcă să-l amăgească: „Dar degeaba încercați să mă speriați dumneavoastră cum că Dumnezeu ar trage să moară”, ca un țăran cunoscător al unor adevăruri străvechi.

## Aprecieri critice

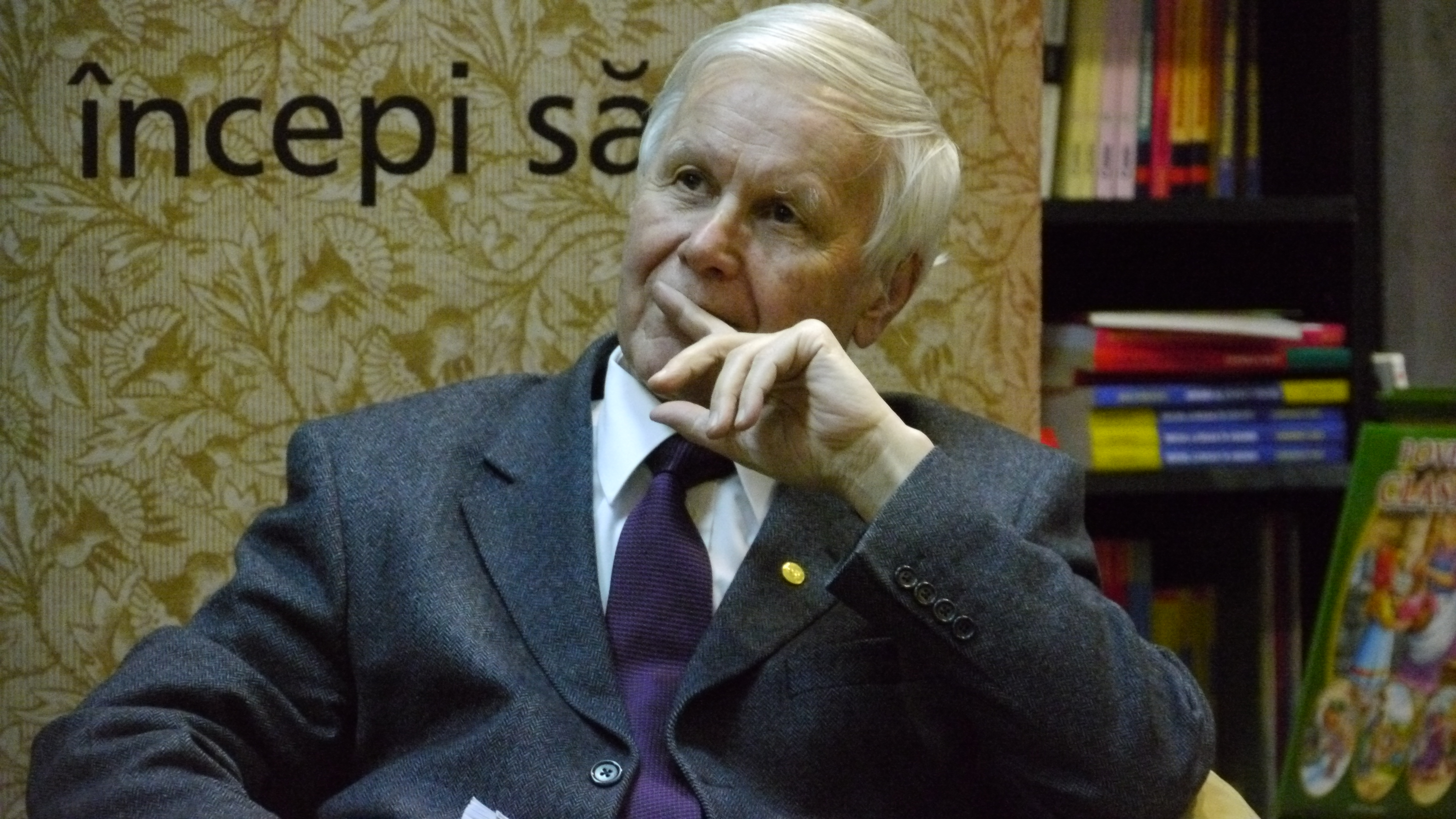
Prof. Eugen Simion considera că această nuvelă sugerează desacralizarea lumii moderne.

Analizând proza fantastică a lui Mircea Eliade, criticul Ov.S. Crohmălniceanu considera că autorul manifestă o pasiune eminesciană pentru marile mituri cosmogonice, având o intuiție a misterului și un dar al evocării care șterge frontiera ce desparte realitatea cotidiană de miraculos. „Literatura lui înfăptuiește o remarcabilă prospectare a lumii interioare, înspre acele zone-limită de ordin abisal”, concluzionează criticul. Criticul Sorin Alexandrescu a afirmat că proza fantastică a lui Eliade este o meditație asupra timpului și a încercării de evadare a omului din condiția umană, părăsind timpul „profan” pentru a se integra timpului sacru.
Rupt de propria țară și trecând prin experiența tragică a războiului, autorul a scris în perioada postbelică nuvele în care a încercat să cristalizeze un nou tip de fantastic, mai criptic. În această nuvelă neîndoielnic fantastică Mircea Eliade nu insistă asupra evenimentului insolit și extraordinar care a avut loc, ci caută să afle „autorul” lui, deplasând atenția de la obiect (minunea săvârșită de dr. Martin) către subiect (autorul minunii). Astfel, potrivit criticului Sorin Alexandrescu, nuvela are o valoare literară minoră pentru că a fost elaborată evident cu scopul de a demonstra teza filozofico-religioasă a lui Eliade că Dumnezeu este accesibil persoanelor mai simple, cu o gândire nesofisticată, dar inaccesibil persoanelor cu o gândire mecanicistă, dispuse să conteste orice.
Academicianul Eugen Simion considera că nuvela „O fotografie veche de 14 ani” este o scriere mai slabă din punct de vedere literar, dar care are meritul de „a formula clar tema scriitorului (retragerea divinității din lume) și de a sugera, printr-o ficțiune epică cât se poate de simplă, un caz de renaștere spirituală într-un individ de rând”. În opinia sa, povestirea are o componentă fantastică discutabilă din cauza premisei apariției miraculosului. Cu toate acestea, nuvela are meritul de a reprezenta veridic mediul intelectual occidental din anii 1950 dominat de sofistică, de ideile contestatare ale generației hippie și de interesul crescut pentru ocultism și filozofia religioasă budistă. În opinia eseistului Nicolae Steinhardt nuvela dovedește atașamentul lui Eliade față de credința tradițională românească și adversitatea lui față de gândirea filozofică raționalistă occidentală.
În opinia criticului Gheorghe Glodeanu nuvela „O fotografie veche de 14 ani” seamănă prin ideea stăpânirii timpului cu povestirea „Miracolul secret” (1943) a scriitorului argentinian Jorge Luis Borges. Protagoniștii ambelor scrieri (Dumitru, respectiv Jaromir Hladik) au revelația opririi timpului prin „închiderea” lui într-o fotografie, respectiv între paginile unei cărți.

## Traduceri
Nuvela „O fotografie veche de 14 ani” a fost tradusă în mai multe limbi străine:
- engleză („A Fourteen Year Old Photograph”, în The Louisburg College Journal of Arts and Sciences, Louisburg, North Carolina, vol. VIII (1971), pp. 3–15; traducere de Mac Linscott Ricketts),[83]
- franceză („Une photo vieille de quatorze ans”, în vol. À l'ombre d'une fleur de lys..., Gallimard, Paris, 1985; traducere de Alain Paruit),[84][85][86]
- spaniolă („Una foto de hace catorce años”, în vol. A la sombra de una flor de lis, Fondo de Cultura Económica, México, 1989; traducere de Mónica Mansour),[87][88]
- cehă („Čtrnáct let stará fotografie”, în vol. Hádání z kamenů, Editura Argo, Praga, 2000; traducere de Jiří Našinec),[89][90]
- bulgară („Снимка отпреди четиринайсет години”, în vol. Гадателят. Госпожица Кристина. При циганките, Zaharii Stoianov, Sofia, 2002; traducere de Ognean Stamboliev),[91][92]
- japoneză („Jū shi-nen mukashi no shashin”, în vol. Eriāde gensō shōsetsu zenshū, vol. 2 (1959–1971), Sakuhinsha, Chiyoda, Tokyo, 2004; traducere de Haruya Sumiya),[93][94]
- portugheză („Uma fotografia de há catorze anos”, în vol. Nas ciganas. Novelas Completas, Edições Cavalo de Ferro, Lisabona, 2004; traducere de Anca Ferro)[95] etc.

## Adaptări
Nuvela „O fotografie veche de 14 ani” a fost ecranizată de către TVR într-un film de televiziune intitulat Miracol?, regizat de Dan Paul Ionescu și difuzat în cadrul emisiunii „Universuri paralele” prezentate în perioada 21 decembrie 1995 – 17 februarie 1996, alături de alte trei filme inspirate din proza lui Eliade: Necunoscutul (după nuvela „Ivan”), Nu sunt nebun! (după „Douăsprezece mii de capete de vite”) și Amnezie (în două părți) (după nuvela „Les trois grâces”).

## Legături externe
- Alexandru Briciu, „O fotografie veche de 14 ani”, în Ziarul Lumina, 16 decembrie 2012. Arhivat în 10 septembrie 2013, la Wayback Machine.)